# Malika (Baglung)
Malika (nep. मालिका) – gaun wikas samiti w zachodniej części Nepalu w strefie Dhawalagiri w dystrykcie Baglung. Według nepalskiego spisu powszechnego z 2011 roku liczył on 587 gospodarstw domowych i 2262 mieszkańców (1299 kobiet i 963 mężczyzn).